# Qomchīān
Qomchīān (persiska: قُمچيان, قمچیان) är en ort i Iran.   Den ligger i provinsen Kurdistan, i den nordvästra delen av landet, 400 km väster om huvudstaden Teheran. Qomchīān ligger 1 887 meter över havet och antalet invånare är 152.
Terrängen runt Qomchīān är huvudsakligen kuperad. Qomchīān ligger nere i en dal. Runt Qomchīān är det ganska tätbefolkat, med 60 invånare per kvadratkilometer. Närmaste större samhälle är Chenāreh, 16,2 km sydväst om Qomchīān. Trakten runt Qomchīān består i huvudsak av gräsmarker.